# March 811
Der March 811 war ein britischer Formel-1-Rennwagen, der in der Saison 1981 von dem Team RAM Racing in der Formel-1-Weltmeisterschaft eingesetzt wurde. Ungeachtet seiner Modellbezeichnung hatte das Auto keine Beziehung zu dem traditionsreichen Rennwagenhersteller March Engineering. Der Wagen fuhr keine Weltmeisterschaftspunkte ein. Einzelne der insgesamt sechs Exemplare des 811 erschienen gelegentlich auch in anderen Rennserien.

## Hintergrund
Der March 811 wurde im Auftrag von RAM Racing konstruiert.
RAM Racing war ein britischer Rennstall, der sich seit 1975 in verschiedenen Motorsportklassen engagierte. In der zweiten Hälfte der 1970er-Jahre lag der Schwerpunkt des Teams auf der Aurora-AFX-Formel-1-Serie, einer rein britischen Meisterschaft, die in Anlehnung an das Formel-1-Reglement ausgetragen wurde. RAM gewann in der Saison 1980 den Meistertitel dieser Serie. In der Formel-1-Weltmeisterschaft trat RAM dagegen zunächst nur vereinzelt an. 1976, 1977 und 1980 setzte es zu ausgewählten Großen Preisen als reines Kundenteam gekaufte oder angemietete Rennwagen fremder Hersteller wie Brabham, March und Williams ein. Nachdem RAM mit dem Rennfahrer Emilio de Villota 1980 die Aurora-Serie gewonnen hatte, entschied sich Teamchef John Macdonald dazu, ab 1981 regelmäßig an der Formel-1-Weltmeisterschaft teilzunehmen. Anders als in der Aurora-Serie war dort der Einsatz von Kundenchassis nicht (mehr) zugelassen; jedes Team musste vielmehr eigene Rennwagen konstruieren. RAM hatte aber im Herbst nicht die logistischen und technischen Voraussetzungen für die Konstruktion eines Formel-1-Autos.
Deshalb verband sich das Team mit dem britischen Rennwagenkonstrukteur Robin Herd, der 1969 einer der Gründer von March Engineering gewesen war und noch immer zu den Inhabern des etablierten Rennwagenherstellers zählte. Herd und RAM gründeten im Herbst 1980 das Unternehmen March Grand Prix, das rechtlich und organisatorisch selbständig war und mit March Engineering nichts zu tun hatte. Ein Technologie-Transfer mit March Engineering, wo noch immer Formel-2-Wagen hergestellt wurden, fand nicht statt. Die Autos wurden schließlich bei March Engines aufgebaut, einem weiteren selbständigen Unternehmen, das ebenfalls Robin Herd gehörte.
Aus Gründen besserer Öffentlichkeitswirkung erhielt das Auto, das Herd für RAM konstruierte, die Typenbezeichnung „March“, und auch die Modellbezeichnung 811 folgte der bei March Engineering üblichen Nomenklatur, wonach die ersten beiden Ziffern das Jahr des Entstehens dokumentierten und die dritte Ziffer die Rennformel, für die das Auto bestimmt war. In der Motorsportliteratur wird der March 811 (ebenso wie sein Nachfolger 821) gleichwohl nicht als Mitglied der traditionsreichen March-Familie gesehen; er wird vielmehr gelegentlich als „March, der kein March war“, beschrieben.
RAM Racing meldete sich unter der Bezeichnung March Racing Team zu den Rennen der Formel-1-Saison 1981.

## Konstruktion: „March baut einen Williams“

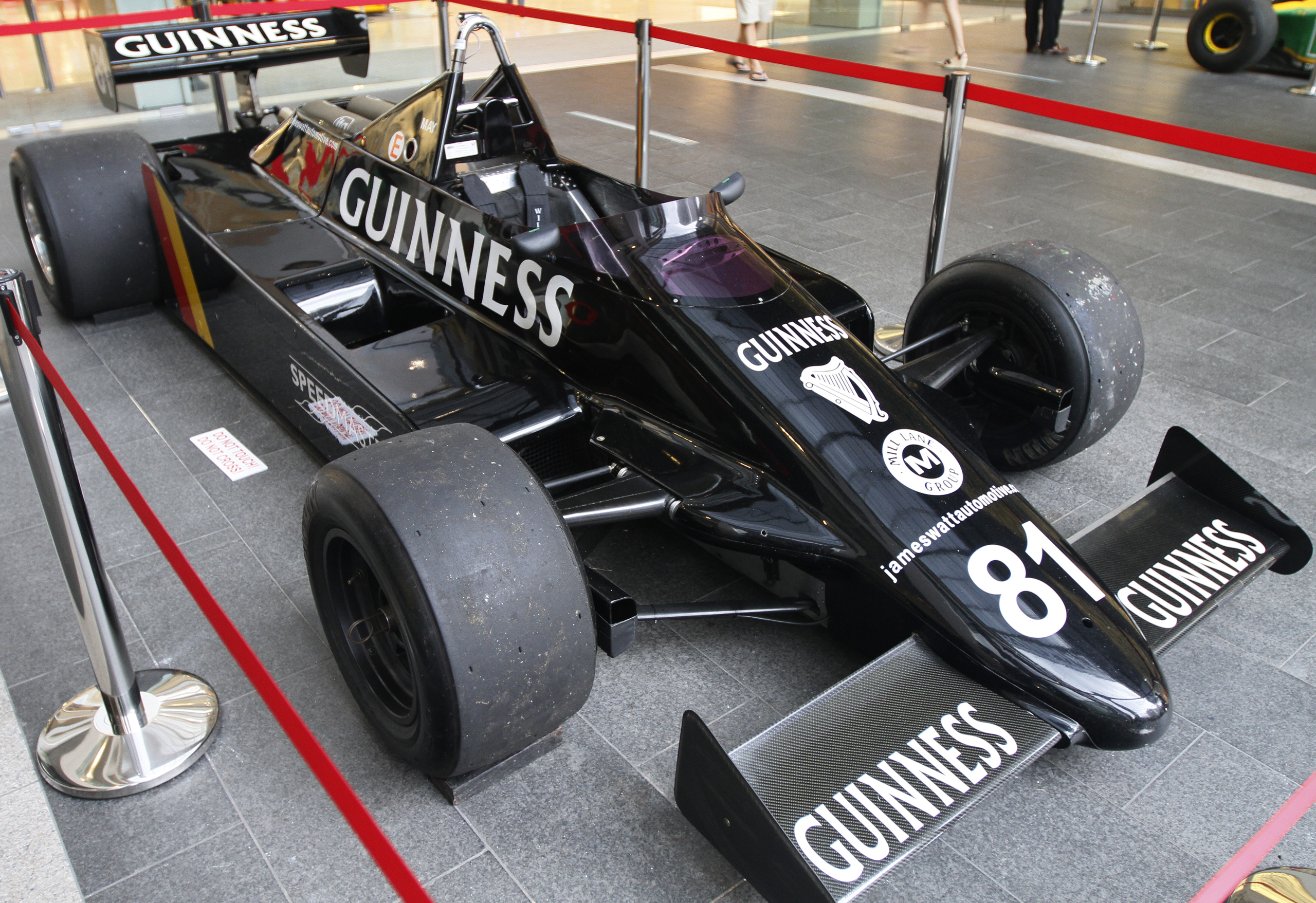
Mit Kugelnase: March 811 RM06, die jüngste Version des 811

In konzeptioneller Hinsicht war der March 811 eine Kopie des Williams FW07, der seinerseits stark am Lotus 79 orientiert war. Beobachter pointierten das in der Formulierung: „March baut einen Williams.“ Im Laufe des Jahres wurde an der Grundkonstruktion „herumgebastelt“. Nacheinander arbeiteten drei Konstrukteure an dem Wagen, die unterschiedliche Philosophien verfolgten. Auf Robin Herd, den Urheber der Konstruktion, folgte für wenige Wochen Gordon Coppuck, der im Frühsommer 1981 durch Adrian Reynard ersetzt wurde.
Der 811 galt als ein sehr einfach konstruiertes Auto, hatte ein Aluminiummonocoque und eine Spundwand aus Magnesium. Vorne und hinten verwendete Robin Herd innenliegende Drehstabfedern. Als Antrieb diente ein Saugmotor von Cosworth (DFV), der mit einem Fünfganggetriebe von Hewland (Typ FGA) verbunden war. Die Bremsen kamen von AP, die Reifen anfänglich von Michelin und später, ab dem Großen Preis von Frankreich, von Avon. Beobachter gewannen den Eindruck, dass die Avon-Reifen das Fahrverhalten des 811 verbesserten.
Da Herd, anders als Patrick Head bei Williams, für den 811 keine teuren, aber leichten Kunststoffe verwendete, lag das Gewicht der ersten drei Chassis mit 632 kg deutlich über dem zulässigen Mindestgewicht. Coppuck versuchte, das Gewicht zu reduzieren, indem er dünnere Aluminiumbleche einsetzte. Das erhöhte die Verwindungsfreudigkeit des 811: Bei den Chassis 04 und 05 verzog sich beim Fahren das Monocoque. Erst das sechste Chassis, das beim Großen Preis von Großbritannien debütierte, erreichte das Mindestgewicht von 580 kg.

## Kritik am March 811
John Macdonald, der Teamchef von RAM Racing und Auftraggeber des 811, war von dem Rennwagen enttäuscht: „Als ich gesehen habe, dass March GP die Kopie eines Williams auf die Beine stellte, wusste ich, dass sie es nicht ernst meinen. Eine Kopie ist nie so gut wie das Original.“ Herd habe es „auf die für March typische Weise gemacht: Sie haben an allen Ecken und Enden gespart, anstatt das gleiche Material wie Williams zu nehmen.“ Außenstehende Beobachter waren der Ansicht, dass der March 811 nicht nur schlecht konstruiert, sondern außerdem auch nachlässig zusammengebaut war. Anlässlich des Großen Preises von Brasilien, bei dem Aufhängungsteile vom Auto fielen, erklärte der Teamchef John Macdonald gegenüber der Presse: „This car is a pile of shit, and that’s official“. Derek Daly bezeichnete das Fahrzeug als „Schlafwagen“ und benannte die mangelnde Qualität als wesentlichen Grund, das Team zur Folgesaison in Richtung Theodore zu verlassen.

## Produktion
March Engines baute zwischen Januar und Juni 1981 sechs Exemplare des March 811 auf.

### Die einzelnen Chassis
- Chassis 811 RM01 war der Prototyp und das schwerste Chassis der gesamten Baureihe. Es war anfänglich nicht für den Renneinsatz gedacht. Trotzdem meldete es das Werksteam für Derek Daly zu zwei Rennen, nachdem das ursprünglich vorgesehene Einsatzchassis (RM02) beim Großen Preis von Brasilien erheblichen Schaden genommen hatte.[10]
- Chassis 811 RM02 setzte Derek Daly bei den ersten beiden Weltmeisterschaftsläufen des Jahres ein. Es wurde später vorübergehend durch die Chassis RM01 und RM05 ersetzt.
- Chassis 811 RM03 war baugleich mit RM02. Es war das erste Einsatzfahrzeug für Dalys Teamkollegen Eliseo Salazar. Nach vier Rennen wurde es durch das Chassis RM04 ersetzt.
- Chassis 811 RM04 war ein Ersatz für 811 RM03. Es war leichter, aber wesentlich verwindungsfreudiger. Es erschien zum Großen Preis von Belgien und wurde zweimal von Salazar und danach bei zwei weiteren Rennen von Daly gefahren.
- Chassis 811 RM05 entsprach im Wesentlichen dem RM04. Es war ebenfalls sehr verwindungsfreudig und wurde nur zweimal von Daly eingesetzt, bevor er ab dem Großen Preis von Spanien Salazars RM04 übernahm. Anfang 1982 übernahm der britische Rennstall Colin Bennett Racing den RM05. Er setzte das Auto im Frühjahr 1982 bei drei Rennen der Britischen Formel-1-Meisterschaft 1982 und im Sommer bei zwei Läufen der Can-Am-Meisterschaft ein. Fahrer war jeweils Val Musetti. Danach wurde das Auto an das kanadische Team Gordon Lightfoot Racing verkauft, das es bei vier Can-Am-Rennen für John Graham meldete.
- Der RM06 ist das letzte Exemplar der 811-Baureihe. Es entstand auf der Grundlage der Arbeit von Adrian Reynard, war erneut leichter, aber auch besser fahrbar als die vorherigen Exemplare. RM06 erschien beim Großen Preis von Großbritannien und wurde bis zum Saisonende von Daly gefahren. Auch dieses Auto wurde 1982 von Colin Bennett Racing übernommen.

### Übersicht: Einsatz der einzelnen Chassis in der Formel-1-Saison 1981
| Grand Prix             | 811 RM01   | 811 RM02   | 811 RM03       | 811 RM04       | 811 RM05   | 811 RM06   |
| ---------------------- | ---------- | ---------- | -------------- | -------------- | ---------- | ---------- |
| USA (West)             |            | Derek Daly | Eliseo Salazar |                |            |            |
| Brasilien              |            | Derek Daly | Eliseo Salazar |                |            |            |
| Argentinien            | Derek Daly |            | Eliseo Salazar |                |            |            |
| San Marino             | Derek Daly |            | Eliseo Salazar |                |            |            |
| Belgien                |            |            |                | Eliseo Salazar | Derek Daly |            |
| Monaco                 |            |            |                | Eliseo Salazar | Derek Daly |            |
| Spanien                |            |            |                | Derek Daly     |            |            |
| Frankreich             |            |            |                | Derek Daly     |            |            |
| Vereinigtes Königreich |            |            |                |                |            | Derek Daly |
| Deutschland            |            |            |                |                |            | Derek Daly |
| Österreich             |            |            |                |                |            | Derek Daly |
| Niederlande            |            |            |                |                |            | Derek Daly |
| Italien                |            |            |                |                |            | Derek Daly |
| Kanada                 |            |            |                |                |            | Derek Daly |
| Las Vegas              |            |            |                |                |            | Derek Daly |

## Renneinsätze

### Formel-1-Weltmeisterschaft

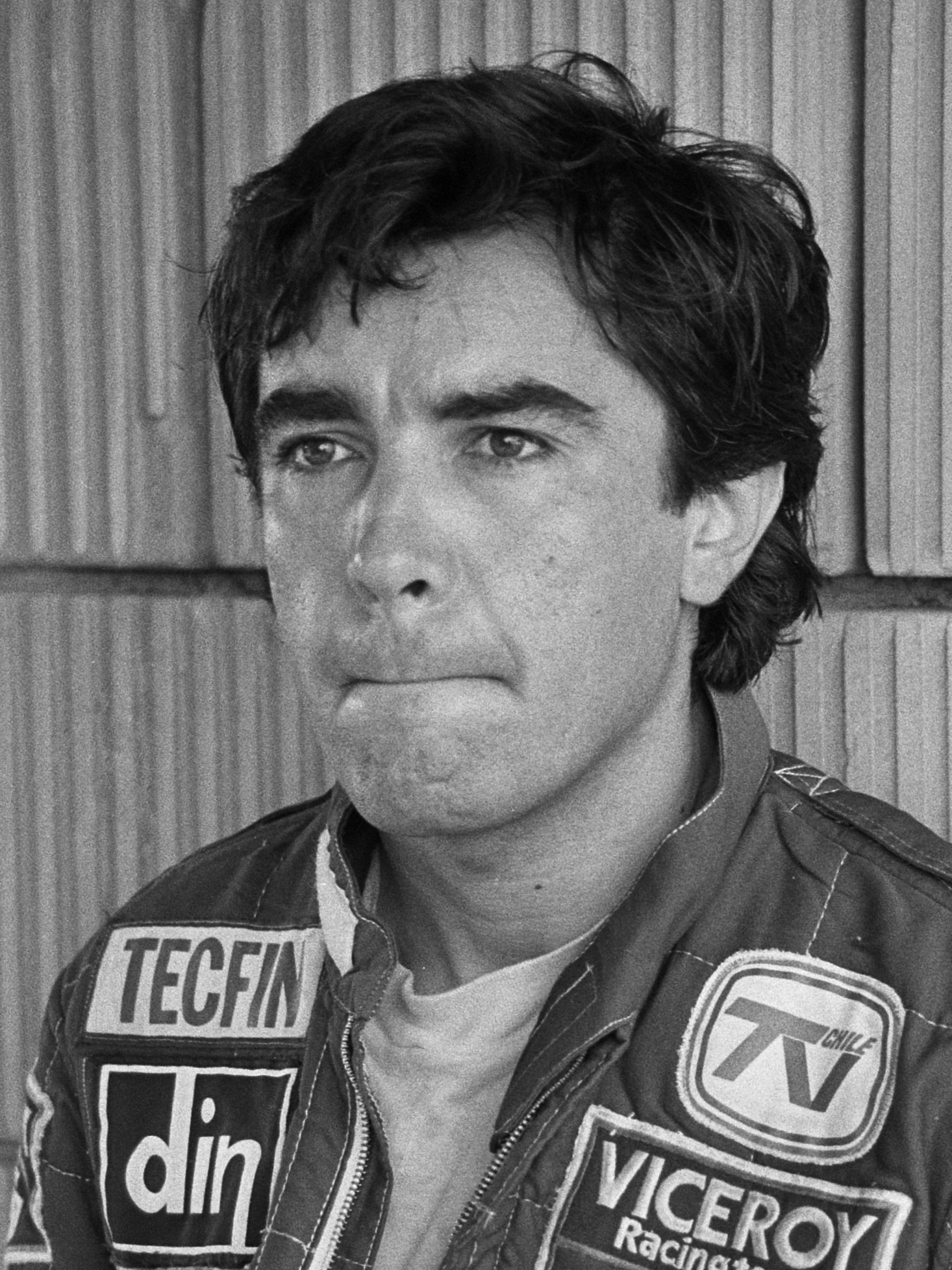
Formel-1-Debüt im March 811: Eliseo Salazar

In der Formel-1-Saison 1981 wurden die March 811 vom March Grand Prix Team eingesetzt, bei dem es sich tatsächlich um das Team RAM Racing handelte. Der Rennstall wurde bei den meisten Rennen des Jahres von der irischen Guinness-Brauerei gefördert. Die Autos waren schwarz lackiert und trugen Sponsorenschriftzüge in weißer Farbe.
Das Team begann die Saison mit zwei Fahrern. Für das erste Auto verpflichtete RAM den chilenischen Formel-1-Debütanten Eliseo Salazar. Das zweite Auto wollte Robin Herd an den Italiener Teo Fabi geben; RAM-Teamchef John Macdonald setzte allerdings den Iren Derek Daly durch. Macdonald bedauerte diese Wahl später öffentlich.
Das Team debütierte beim Großen Preis von Südafrika 1981, einem Rennen, das keinen Weltmeisterschaftsstatus hatte. Hier gingen aus politischen Gründen nur die in der FOCA organisierten Teams an den Start; Ferrari, Alfa Romeo, Osella und Renault fehlten. In einem aus nur 18 Fahrern bestehenden Umfeld kam Daly als 11 und Letzter ins Ziel; Salazar fiel nach 18 Runden infolge eines Getriebedefekts aus.
Fünf Wochen später begann mit dem Großen Preis der USA West die Weltmeisterschaft. Salazar wurde zu den ersten sechs Weltmeisterschaftsläufen gemeldet. Er qualifizierte sich nur für den Großen Preis von San Marino; bei allen anderen Rennen scheiterte er an der Qualifikation oder der Vorqualifikation. In Imola schied er nach 38 vollendeten Runden infolge eines Motordefekts aus. Nach zwei weiteren Nichtqualifikationen gab Salazar sein Engagement bei RAM auf und wechselte zusammen mit seinem Sponsor zum Konkurrenzteam Ensign. Nach Salazars Weggang wurde das zweite March-Chassis nicht erneut vergeben; das Team setzte die Saison mit nur einem Auto fort.
Daly bestritt alle Rennen der Saison 1981 für RAM. Zu Saisonbeginn fuhr er je zweimal die Chassis RM01, RM02 und RM03. Mit keinem der Chassis gelang ihm eine Qualifikation. Erst als er zum Großen Preis von Spanien das zuvor von Salazar genutzte Chassis RM04 übernahm, qualifizierte er sich erstmals für ein Rennen. In Spanien wurde er mit fünf Runden Rückstand 16. Ab dem Großen Preis von Großbritannien hatte Daly Zugriff auf das neue, von Adrian Reynard überarbeitete Chassis RM06, das mit Reifen von Avon ausgerüstet war. Mit dem neuen Chassis gelang Daly (abgesehen vom letzten Saisonrennen in Las Vegas) regelmäßig die Qualifikation. Sein bester Startplatz war Position 17 in Großbritannien; hier erzielte er mit dem siebten Endrang das beste Ergebnis des Teams in diesem Jahr. Das Auto war allerdings weiterhin unzuverlässig. Vier Ausfälle waren auf Defekte im Technikbereich zurückzuführen.
RAM Racing erzielte mit dem March 811 keinen Weltmeisterschaftspunkt.

### Britische Formel-1-Meisterschaft 1982
Colin Bennett Racing brachte den 811 RM05 in der ersten Hälfte des Jahres 1982 mit dem italienischen Rennfahrer Val Musetti in der Britischen Formel-1-Meisterschaft an den Start. Die Meisterschaft bestand aus fünf auf britischen Rundkursen ausgetragenen Rennen. Im Laufe des Jahres nahmen sieben Teams mit insgesamt 10 Fahrern an der Serie teil. Musetti bestritt die ersten drei Rennen der Saison. Beim International Gold Cup in Oulton Park fiel Musetti technisch bedingt aus. Die anschließende Caribbean Airways Trophy in Brands Hatch, an der nur sechs Fahrer teilnahmen, beendete Musetti als Dritter, und bei der Rivet Supply Trophy in Thruxton kam er als Zweiter ins Ziel. Die verbleibenden zwei Rennen der britischen Formel-1-Meisterschaft ließ Musetti aus.

### Can-Am-Serie 1982

#### Colin Bennett Racing
Im Sommer 1982 verließ Colin Bennett Racing die britische Formel-1-Meisterschaft und engagierte sich stattdessen in der nordamerikanischen Cam-Am-Serie. Dort waren Fahrzeuge mit 5,0 Liter großen, von Serienmotoren abgeleiteten Achtzylindertriebwerken ebenso zugelassen wie Formel-1-Autos mit 3,0 Liter großen Rennmotoren. Colin Bennett Racing trat im Sommer 1982 zu zwei Rennen dieser Serie an. Das Team meldete jeweils den March 811 RM05 für Val Musetti und den 811 RM06 für Arnold Glass. Das Team debütierte beim vierten Saisonrennen in Elkhart Lake. Musetti qualifizierte sich als bester Pilot mit einem 3,0-Liter-Auto für den Startplatz neun. Er beendete das Rennen nicht, weil in der neunten Runde die Kraftübertragung brach. Glass ging von Position 28 aus ins Rennen und kam als 17. ins Ziel. Beim anschließenden Rennen im kanadischen Trois-Rivières verpasste Glass die Qualifikation, während Musetti Startplatz 12 belegte. Auch dieses Rennen beendete Musetti nicht. Danach gab Colin Bennett Racing die Beteiligung an der Can-Am-Serie auf.

#### Gordon Lightfoot Racing
Nach dem Rennen in Trois-Rivières verkaufte Colin Bennett den March 811 RM05 an das kanadische Team Gordon Lightfoot Racing. Es ging bei den letzten vier Saisonrennen jeweils mit John Graham an den Start. Graham kam bei allen Rennen ins Ziel. Sein bestes Ergebnis war Platz acht beim Abschlussrennen in Laguna Seca Raceway.

## Rennergebnisse in der Formel 1
| Fahrer               | Nr.                  | 1   | 2   | 3   | 4   | 5   | 6    | 7  | 8   | 9 | 10  | 11 | 12  | 13  | 14 | 15  | Punkte | Rang |
| -------------------- | -------------------- | --- | --- | --- | --- | --- | ---- | -- | --- | - | --- | -- | --- | --- | -- | --- | ------ | ---- |
| Formel-1-Saison 1981 | Formel-1-Saison 1981 |     |     |     |     |     |      |    |     |   |     |    |     |     |    |     | 0      | -    |
| E. Salazar           | 17                   | DNQ | DNQ | DNQ | DNF | DNQ | DNPQ |    |     |   |     |    |     |     |    |     | 0      | -    |
| D. Daly              | 17                   |     |     |     |     |     |      | 16 | DNF | 7 | DNF | 11 | DNF | DNF | 8  | DNQ | 0      | -    |
| D. Daly              | 18                   | DNQ | DNQ | DNQ | DNQ | DNQ | DNPQ |    |     |   |     |    |     |     |    |     | 0      | -    |

| Legende  | Legende            | Legende                                                          |
| Farbe    | Abkürzung          | Bedeutung                                                        |
| -------- | ------------------ | ---------------------------------------------------------------- |
| Gold     | –                  | Sieg                                                             |
| Silber   | –                  | 2. Platz                                                         |
| Bronze   | –                  | 3. Platz                                                         |
| Grün     | –                  | Platzierung in den Punkten                                       |
| Blau     | –                  | Klassifiziert außerhalb der Punkteränge                          |
| Violett  | DNF                | Rennen nicht beendet (did not finish)                            |
| Violett  | NC                 | nicht klassifiziert (not classified)                             |
| Rot      | DNQ                | nicht qualifiziert (did not qualify)                             |
| Rot      | DNPQ               | in Vorqualifikation gescheitert (did not pre-qualify)            |
| Schwarz  | DSQ                | disqualifiziert (disqualified)                                   |
| Weiß     | DNS                | nicht am Start (did not start)                                   |
| Weiß     | WD                 | zurückgezogen (withdrawn)                                        |
| Hellblau | PO                 | nur am Training teilgenommen (practiced only)                    |
| Hellblau | TD                 | Freitags-Testfahrer (test driver)                                |
| ohne     | DNP                | nicht am Training teilgenommen (did not practice)                |
| ohne     | INJ                | verletzt oder krank (injured)                                    |
| ohne     | EX                 | ausgeschlossen (excluded)                                        |
| ohne     | DNA                | nicht erschienen (did not arrive)                                |
| ohne     | C                  | Rennen abgesagt (cancelled)                                      |
| ohne     | keine WM-Teilnahme |                                                                  |
| sonstige | P/fett             | Pole-Position                                                    |
| sonstige | 1/2/3/4/5/6/7/8    | Punktplatzierung im Sprint-/Qualifikationsrennen                 |
| sonstige | SR/kursiv          | Schnellste Rennrunde                                             |
| sonstige | *                  | nicht im Ziel, aufgrund der zurückgelegten Distanz aber gewertet |
| sonstige | ()                 | Streichresultate                                                 |
| sonstige | unterstrichen      | Führender in der Gesamtwertung                                   |